# Teraz Miki
Teraz Miki (ang. Have a Laugh!, 2009–2012) – serial animowany z klasycznymi kreskówkami Walta Disneya, których bohaterami są m.in.: Myszka Miki, Kaczor Donald, Goofy i Pluto. W Polsce można go oglądać na kanałach Disney Channel, Disney XD, TV Puls, TVP 1 i Puls 2, oraz także na płytach DVD wydanych przez CD Projekt.

## Spis odcinków
- 1. Miki i foczka (ang. Mickey and the Seal, 1948)
- 2. Samotne duchy (ang. Lonesome Ghosts, 1937)
- 3. Zapasy na zimę (ang.Winter Storage, 1949)
- 4. Jak podłączyć kino domowe (ang.How to Hook Up Your Home Theater, 2007)
- 5. Cenne zapasy (ang. Food for Feudin, 1950)
- 6. Mickey i Pluto w pociągu (ang. Mr. Mouse Takes a Trip, 1940)
- 7. Konserwatorzy zegara (ang. Clock Cleaners, 1937)
- 8. Wcześniej do łóżka położę się (ang. Early to Bed, 1941)
- 9. Sztuka jazdy na nartach (ang. The Art of Skiing, 1941)
- 10. Pluto i suseł (ang. Pluto and the Gopher, 1950)
- 11. Pechowa randka (ang. Mickey’s Delayed Date, 1947)
- 12. Wielorybnicy(inne języki) (ang. The Whalers, 1938)
- 13. Donald kucharzem (ang. Chef Donald, 1941)
- 14. Jak grać w baseball (ang. How to Play Baseball, 1942)
- 15. Sweter dla Pluta (ang. Plutoˈs Sweater, 1949)
- 16. Myszka Miki w Australii (ang. Mickey Down Under, 1948)
- 17. Wakacje na Hawajach (ang. Hawaiian Holiday, 1937)
- 18. Klakson z przyczepą (ang. Trailer Horn, 1950)
- 19. Jak pływać (ang. How to Swim, 1942)
- 20. Paczuszka niespodzianka dla psa Pluto (ang. Pluto’s Surprise Package, 1949)
- 21. Traperzy z północy (ang. Polar Trappers, 1938)
- 22. Pies ratowniczy (ang. Rescue Dog, 1947)
- 23. Podwójne kozłowanie (ang. Double Dribble, 1946)
- 24. Po drugiej stronie lustra (ang. Thru the Mirror, 1936)
- 25. Miki magikiem (ang. Magician Mickey, 1937)
- 26. Budowanie łodzi (ang. Boat Builders, 1938)
- 27. Kłopoty z oponą (ang. Donald’s Tire Trouble, 1943)
- 28. Rabuś kości (ang. Bone Bandit, 1948)
- 29. Proste rzeczy (ang. The Simple Things, 1953)
- 30. Sprawunek Pluta (ang. Pluto’s Purchase, 1948)
- 31. Piknik na plaży (ang. Beach Picnic, 1939)
- 32. W przyczepie Mikiego (ang. Mickey’s Trailer, 1938)
- 33. Papuga Myszki Miki (ang. Mickey’s Parrot, 1938)
- 34. Pluto bohater (ang. The Society Dog Show, 1939)
- 35. Jak grać w futbol amerykański (ang. How to Play Football, 1944)
- 36. Akcja ratunkowa na holowniku Mikiego (ang. Tugboat Mickey, 1940)
- 37. Trąbka powietrzna (ang. The Little Whirlwind, 1941)
- 38. Pies pocztowy (ang. Mail Dog, 1947)
- 39. Na ślizgawce (ang. On Ice, 1935)
- 40. Koncert podwórkowy (ang. The Band Concert, 1935)
- 41. Chip i Dale (ang. Chip 'an Dale, 1948)
- 42. Miki i jego drużyna polo (ang. Mickey’s Polo Team, 1936)
- 43. Mistrz hokeja (ang. The Hokey Champ, 1939)
- 44. Jak łowić ryby (ang. How to Fish, 1942)
- 45. Przyjęcie urodzinowe Pluta (ang. Pluto’s Party, 1952)
- 46. Rywal Mikiego (ang. Mickey’s Rival, 1936)
- 47. Łowcy łosi (ang. Moose Hunters, 1937)
- 48. Pan Kaczor Donald ma randkę (ang. Mr. Duck Steps Out, 1940)
- 49. Mistrz olimpijski (ang. The Olympic Champ, 1942)
- 50. Pies do golfa (ang. Canine Caddy, 1941)
- 51. Dzielny mały krawczyk (ang. Brave Little Tailor, 1938)
- 52. Gra w golfa (ang. Donald’s Golf Game, 1938)
- 53. Morscy harcerze (ang. Sea Scouts, 1939)
- 54. Mecz tenisa (ang. Tennis Racquet, 1949)
- 55. Nie ten wymiar (ang. Out of Scale, 1951)